# نیروگاه هسته‌ای بلفانته

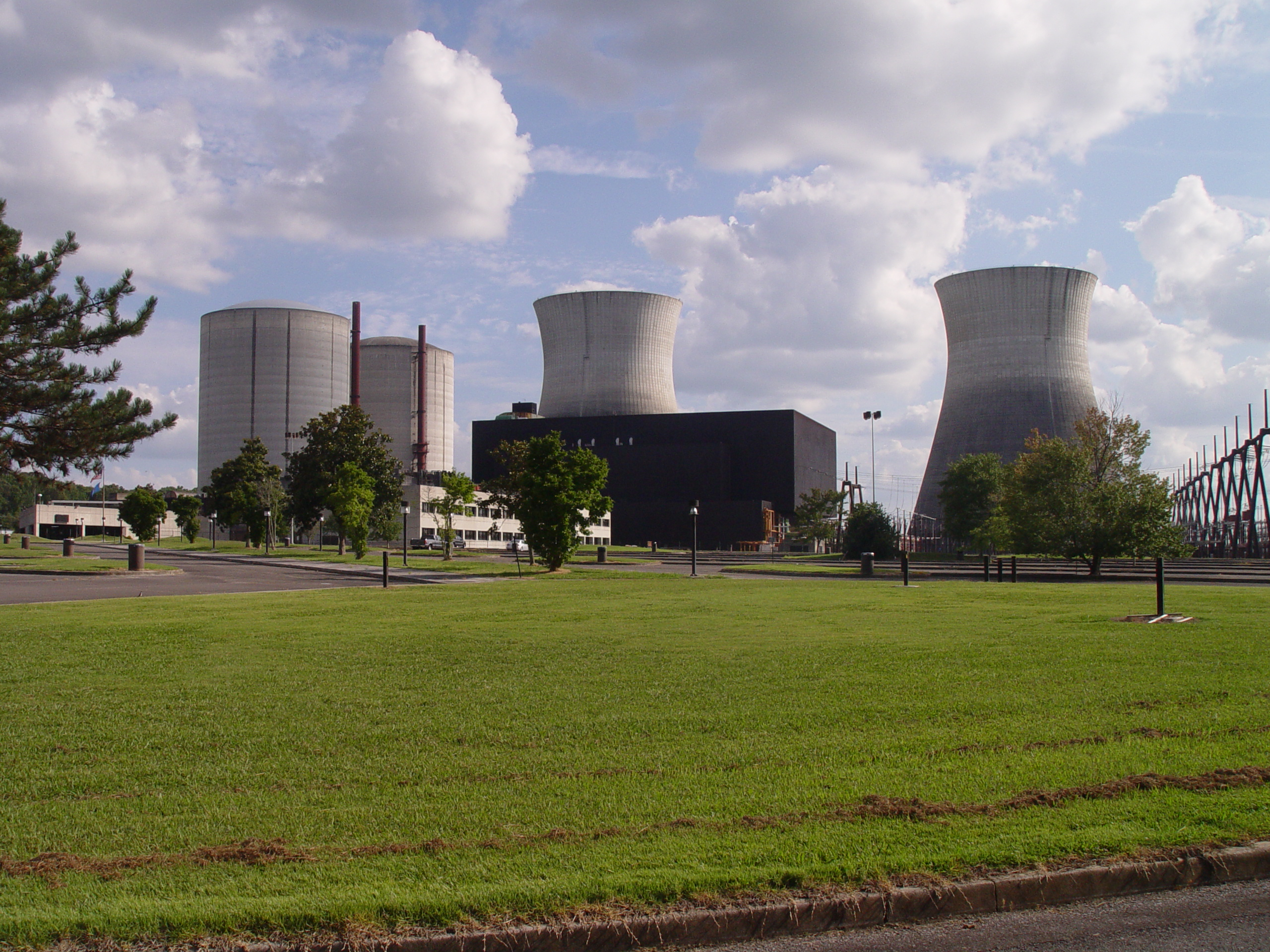

نیروگاه هسته‌ای بلفانته (به انگلیسی: Bellefonte Nuclear Generating Station) (در جنوب شهر چتانوگا و در آلاباما) یکی از نیروگاه‌های آمریکا است از نوع نیروگاه هسته‌ای با ظرفیت تولید ۲۵۰۰ مگاوات که شامل دو رآکتور ساخت Babcock and Wilcox است.
این مرکز تولید انرژی متعلق به تنسی ولی آتوریتی است که هزینه ساخت واحد ۱ و ۲ این نیروگاه هسته‌ای ۶ میلیارد دلار بوده است.

## نگارخانه

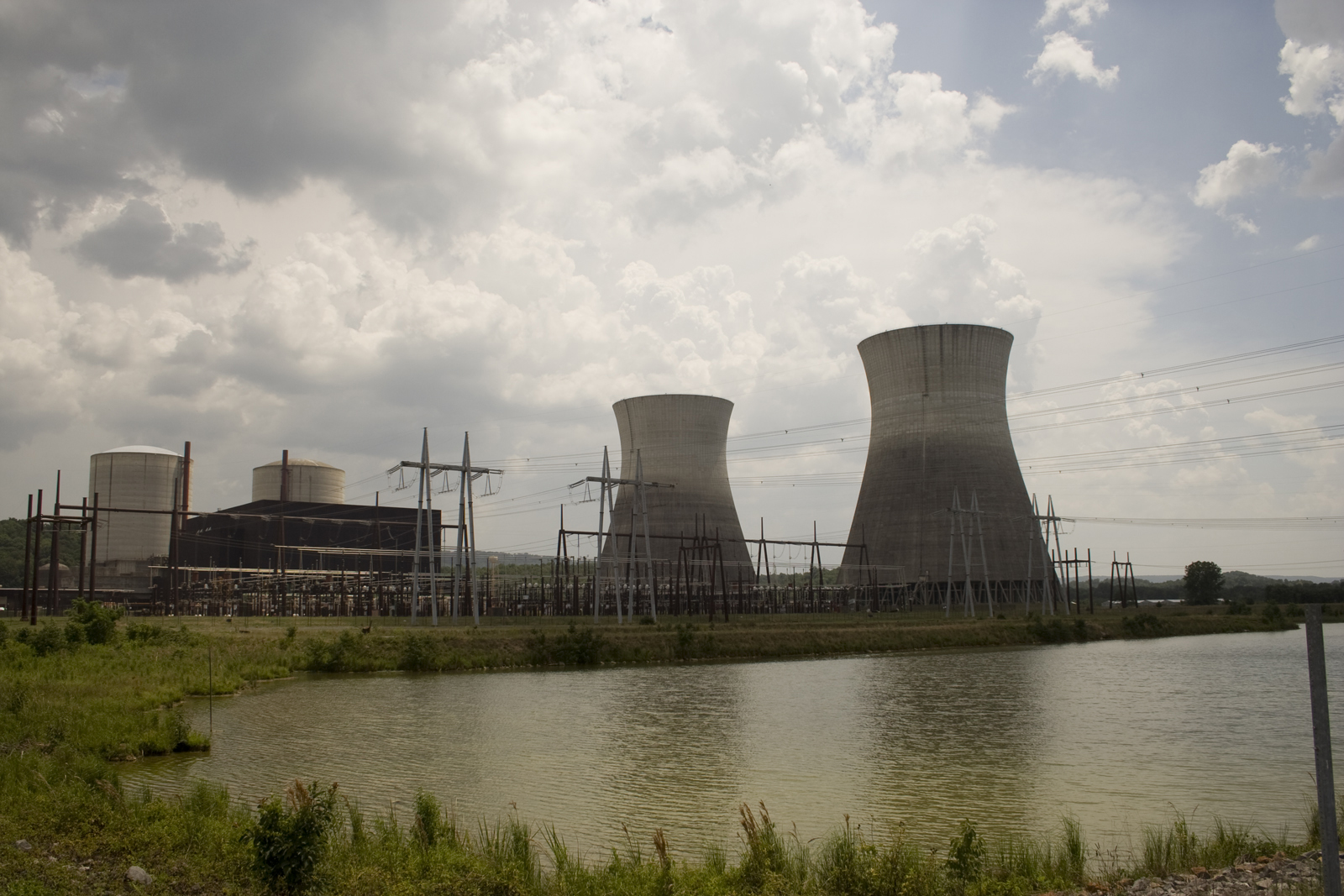
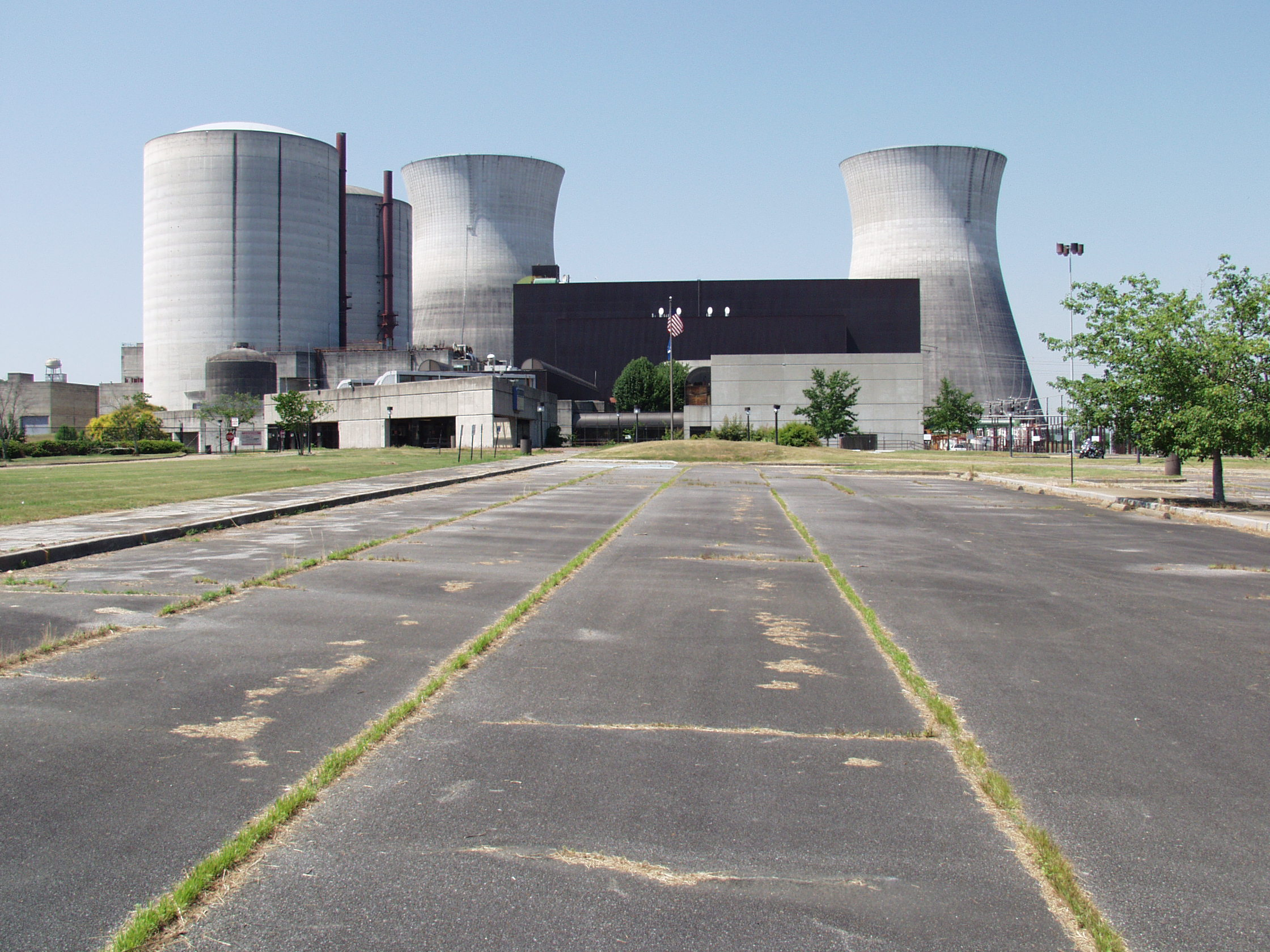
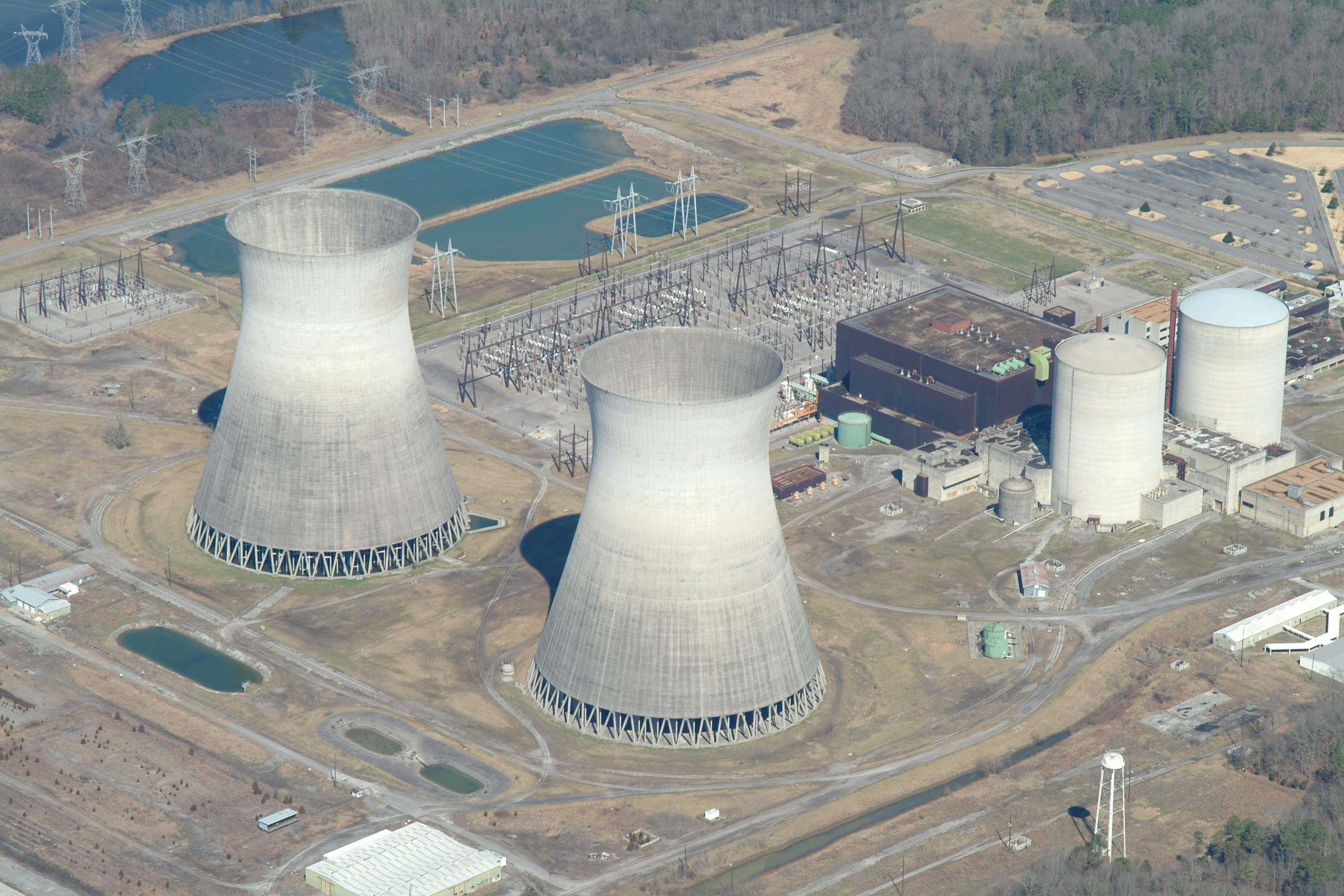